# Biskupi Vinh
Biskupi Vinh – biskupi diecezjalni i biskupi pomocniczy wikariatu apostolskiego (do 1924 Południowego Tonkinu) Vinh, a od 1960 diecezji Vinh.

## Biskupi

### Biskupi diecezjalni
| Lata urzędowania | Biskup | Biskup                       | Uwagi                                                                                   |
| ---------------- | ------ | ---------------------------- | --------------------------------------------------------------------------------------- |
|                  |        | Jean-Denis Gauthier MEP      | wikariusz Południowego Tonkinu w latach 1846–1877                                       |
|                  |        | Yves-Marie Croc MEP          | wikariusz Południowego Tonkinu w latach 1877–1885                                       |
|                  |        | Louis-Marie Pineau MEP       | wikariusz Południowego Tonkinu w latach 1886–1910                                       |
|                  |        | François Belleville MEP      | wikariusz Południowego Tonkinu w latach 1911–1912                                       |
|                  |        | André-Léonce-Joseph Eloy MEP | wikariusz Południowego Tonkinu 1912–1924, następnie wikariusz apostolski Vinh 1924–1947 |
| 1951–1971        |        | Jean-Baptiste Trần Hữu Ðức   | wikariusz Vinh w latach 1951–1960, od 1960 biskup diecezjalny Vinh                      |
| 1971–1978        |        | Pierre-Marie Nguyễn Năng     |                                                                                         |
| 1979–2000        |        | Pierre-Jean Trần Xuân Hạp    |                                                                                         |
| 2000–2010        |        | Paul-Marie Cao Đình Thuyên   |                                                                                         |
| 2010–2018        |        | Paul Nguyễn Thái Hợp OP      | następnie biskup diecezjalny Hà Tĩnh                                                    |
| od 2018          |        | Alphonse Nguyễn Hữu Long PSS |                                                                                         |

### Biskupi pomocniczy
| Lata urzędowania | Biskup | Biskup                     | Uwagi                                                           |
| ---------------- | ------ | -------------------------- | --------------------------------------------------------------- |
| 1992–2000        |        | Paul-Marie Cao Đình Thuyên | koadiutor, następnie biskup diecezjalny Vinh                    |
| od 2013          |        | Pierre Nguyễn Văn Viên     | administrator apostolski sede vacante diecezji Hưng Hóa od 2020 |